# Saint-Julien-la-Geneste
Saint-Julien-la-Geneste település Franciaországban, Puy-de-Dôme megyében. Lakosainak száma 120 fő (2022. január 1.). Saint-Julien-la-Geneste Espinasse, Gouttières, Saint-Maigner és Saint-Priest-des-Champs községekkel határos.

## Népesség
A település népessége az elmúlt években az alábbi módon változott:
| Lakosok száma | 128  | 123  | 127  | 121  | 121  | 120  | 120  | 120  | 120  |
|               | 2013 | 2015 | 2016 | 2017 | 2018 | 2019 | 2020 | 2021 | 2022 |